# Сир
Сир је прехрамбени производ који се добија коагулацијом беланчевина у млеку и скорупу. Сиреви се производе широм света у стотинама укуса, текстура и облика. Сир се састоји од млечних протеина и масти, обично од крављег, козјег, овчијег или млека бизон. Производи се додавањем фермента сирила (кимозин) млеку или укисељавањем млека деловањем бактерија, који млечни шећер врењем претварају у млечну киселину. Овим процесом се згрушава млечни протеин казеин. Чврста супстанца се потом притиском обликује у коначну форму. На неким сиревима се намерно гаји буђ по ивицама или по целој маси.
Укус и конзистенција сира зависи од: врсте млека, начина исхране животиња, садржаја млечне масти, пастеризације, начина израде и врсте бактерија и буђи које се притом користе, као и од старости сира. Сиревима се често додају зачини и друге биљке, они се диме на разне начине или им се додаје арома. Код неколико врста сирева млеко се згрушава додавањем сирћетне или лимунске киселине. Већина сирева своју, нешто мању, киселост добија деловањем бактерија.
Сир је цењена намирница због своје трајности, преносивости и високог процента масти, протеина, калцијума и фосфора. Сир је компактнија и дуготрајнија храна од млека, мада рок трајања сира зависи од његовог типа; натписи на пакетима сира обично наводе да сир треба да буде конзумиран током три до пет дана након отварања пакета. Уопштено говорећи, тврди сиреви, као што је пармиђано трају дуже од меких сирева, као што је бри или козји млечни сир. Дуги рок трајања неких сирева, посебно кад су у заштитној облози, омогућава продају када су повољна тржишта.
Постоје различита гледишта по питању најбољег начина складиштења сира, мада неки експерти заступају гледиште да његово умотавање у папир за сир пружа оптималне исходе. Папир за сир је превучен порозном пластиком са унутрашње стране, а са спољашње стране има слој воска. Та специфична комбинација пластике на унутрашњости и воска на спољашњости штити сир тако што омогућава да се кондензација на сиру спречи уз истовремено избегавање губитка влаге из унутрашњости.
Постоји специјализована професија продавца сира. Стицање експертног знања у овом пољу захтева формално образовање и дуготрајно искуство у тестирању и руковању, слично захтевима за стицање експертног познавања вина или кухиње. Експерти за сир су одговорни за све аспекте сирног инвентара: селекцију сирног менија, набавку, пријем, складиштење, и сазревање.

## Врсте сирева
Сиреви се деле по врсти млека од кога су прављени на: крављи, козји и овчији. У неким крајевима се сир прави од мешавине крављег и овчијег или крављег и козјег млека.
По конзистенцији сир може бити меки или тврди, а по начину коагулације слатки и кисели.
Сиреви се разликују по:
- старости
- текстури/конзистенцији
- методи израде
- садржају масти
- регији порекла

## Сир у кулинарству
Сир се може јести као хладно јело са хлебом, као предјело или као додатак разним врстама салата и јела.
Већина сирева се топи приликом загревања, па се и тако могу користити као додатак, фил или прелив неким јелима: качамак, пица, бурек, пита или гибаница са сиром, кифлице, проја...

## Настанак сира
Према последњим истраживањима научника са Универзитета у Бристолу, на челу са Ричардом Евершедом, који су проучавали археолошке остатке керамичких посуда у облику цедиљки пронађених у области Кујави у централној Пољској, сир је први пут произведен пре више од 7.500 година. Мада није утврђена врста млека која је коришћена за сир, они су истакли да су у близини налазишта пронађени и остаци костију крава. Овако прерађен производ од млека, могао је лакше да се сачува од пропадања и да се транспортује. С обзиром да сир садржи мањи проценат протеина лактозе, на који су одрасли људи у неолиту били мање толерантни, омогућавао је већем броју људи да користи хранљиве састојке из млека.
Познато је да се сир правио у Азији пре неколико хиљада година, у Египту 4.000 године п. н. е, а најстарије сликовито писмо о производњи сира пронађено у Месопотамији потиче из периода између 3.500—2.800 године п. н. е. Стари Грци су већ 2.000 
година п. н. е.користили млеко и сир не само за исхрану, већ су их приносили у част богова. У античком Риму су познавали различите врсте меких, тврдих, сланих и слатких сирева. Цар Диоклецијан је око 300. п. н. е.донео правилник који је регулисао квалитет и цене сирева. Осим тога, Римљани су у својим освајаним провинцијама упознавали људе с технологијом добијања сира.

## Највећи произвођачи
Године 2014, светска производња сира од целог крављег млека је била 18,7 милиона тона, чему су Сједињене Државе допринеле са 29% (5,4 милион тона) светског тотала, а њих су следиле Немачка, Француска и Италија као највећи произвођачи.
Други тотали за 2014. годину за обрађени сир укључују:
- од обраног крављег млека, 2,4 милиона тона (водећа земља, Немачка, 845.500 тона)
- од козјег млека, 523.040 тона (водећа земља, Јужни Судан, 110.750 тона)
- од овчијег млека, 680,302 тона (водећа земља, Грчка, 125.000 тона)
- од бивољег млека, 282.127 тона (водећа земља, Египат, 254.000 тона)

Током 2015, Немачка, Холандија и Италија су извезле 10-14% њиховог производног капацитета сира. Сједињене Државе су биле маргинални извозник (5,3% тоталне продукције од крављег млека), пошто је највећи део њихове продукције продат на домаћем тржишту.
| Највећи произвођачи сира (у хиљ. метричких тона) | Највећи произвођачи сира (у хиљ. метричких тона) |
| ------------------------------------------------ | ------------------------------------------------ |
| Сједињене Државе                                 | 4.275 (2006)                                     |
| Немачка                                          | 1.927 (2008)                                     |
| Француска                                        | 1.884 (2008)                                     |
| Италија                                          | 1.149 (2008)                                     |
| Холандија                                        | 732 (2008)                                       |
| Пољска                                           | 594 (2008)                                       |
| Бразил                                           | 495 (2006)                                       |
| Египат                                           | 462 (2006)                                       |
| Аргентина                                        | 425 (2006)                                       |
| Аустралија                                       | 395 (2006)                                       |

Иако није међу највећим произвођачима сира, Швајцарска има дугу традицију у производњи веома цењеног сира („швајцарски сир“), а њихов качкаваљ ементалер је законом заштићен још почетком 17. века, па му се укус већ вековима не мења.
Код нас је вековима раширена производња белих сирева и постоји више аутохтоних врста, карактеристичних по свом укусу, као што су: „хомољски”, „сјенички”, „златиборски”, „златарски”, „пљеваљски”, односно „милешевски”, „дурмиторски“, „пиротски“, „сомборски“ и др. Последњих година рађене су анализе домаћих бактерија за производњу сира, за које је констатовано да производе полисахариде, који одржавају или подижу имунитет код људи. Међутим, ни производња, па ни тржиште сира нису довољно организовани.

### Конзумација
Француска, Ирска, Финска, Данска и Немачка су биле највећи потрошачи сира 2014. године, са просеком од 25 kg по особи.

## Кување и јело
На температурама фрижидера, масноћа у комаду сира је тврда као и у неомекшаном маслацу, а његова протеинска структура је исто тако тврда. Једињења укуса и ароме се теже ослобађају из хладног сира. Ради побољшања укуса и текстуре, обично се препоручује да се сиру дозволи да се загреје до собне температуре пре јела. Ако се сир у већој мери загреје, до 26–32 °C, масноће ће почети да се издвајају услед прелаза из чврсте мекане конзистенције до потпуно течне.
Изнад собне температуре, већина тврдих сирева се топи. Ренетно згрушани сиреви садрже протеинску матрицу сличну гелу, која се разлаже топлотом. Кад се довољан број протеинских веза раскине, сам сир прелази из чврсте материје у вискозну течност. Мекани сиреви са високим садржајем влаге се топе на око 55 °C (131 °F), док тврди сиреви са ниским садржајем влаге попут пармиђана остају чврсти док не достигну око 82 °C (180 °F). Закишељени сирови, укључујући халуми, панир, неки суруткани сиреви и многи варијетете свежег козјег сира, имају протеинску структуру која остаје нетакнута на високим температурама. При пржењу, ови сиреви постају чвршћи услед испаравања воде.
Неки сиреви, попут раклета, униформно се топе; многи имају тенденцију да постану врпчасти или долази до одвајања њихове масноће. Многи од њих се могу равномерно топити у присуству киселина или скроба. Фонди, код кога вино даје киселост, је добар пример равномерно истопљеног јела од сира. Еластична влакнатост је квалитет који се понекад тражи и очекује, попут јела као што су пица и велшки раребит. Чак и отопљени сир временом поново очврсне, након што изгуби довољно влаге. Изрека „не можеш топити сир два пута” (с значењем „неке ствари се могу само једном радити”) односи се на чињеницу да се уља издвоје током првог топљења и да се не враћају, већ застаје нетопиви чврсти садржај.
Са даљим повећањем температуре, сир постаје смеђ и коначно сагорева. Смеђи, делом изгорели сир има посебан препознатљив укус и често се користи у припреми хране (нпр., да се натруни површина хране пре њеног печења).

### Сирно послужење
Сирно послужење се може сервирати на крају јела, било као замена или након десерта. Сирно послужење се типично састоји од порција контрастних сирева заједно са крекерима, грожђем, орасима, целером и умацима. Порто или друга десертна вина се могу сервирати са сирним послужењем.

## Исхрана и здравље
Нутрициона вредност сира широко варира. Фета сир може да се састоји од 4% масноћа и 11% протеина, док неки суруткани сиреви имају 15% масноћа и 11% протеина, а сиреви од троструког крема садрже 36% масноћа и 7% протеина. Генерално, сир је богат извор (20% или више дневне вредности, ДВ) калцијума, протеина, фосфора, натријума и засићене масти. Количина од 28-грама (једна унца) чедар сира садржи око 7 g (0,25 oz) протеина и 202 милиграма калцијума. Нутриционо, сир је есенцијално концентровано млеко: потребно је око 200 g (7,1 oz) млека да се формира та количина протеина, и 150 g (5,3 oz) да би се остварио тај ниво калцијума.
| Сир        | Вода | Протеин | Масноћа | Углени хидрати |
| ---------- | ---- | ------- | ------- | -------------- |
| Швајцарски | 37.1 | 26.9    | 27.8    | 5.4            |
| Фета       | 55.2 | 14.2    | 21.3    | 4.1            |
| Чедар      | 36.8 | 24.9    | 33.1    | 1.3            |
| Моцарела   | 50   | 22.2    | 22.4    | 2.2            |
| Котиџ      | 80   | 11.1    | 4.3     | 3.4            |

| Сир        | A  | B1 | B2 | B3 | B5 | B6 | B9 | B12- | Ch. | C | D  | E | K |
| ---------- | -- | -- | -- | -- | -- | -- | -- | ---- | --- | - | -- | - | - |
| Швајцарски | 17 | 4  | 17 | 0  | 4  | 4  | 1  | 56   | 2.8 | 0 | 11 | 2 | 3 |
| Фета       | 8  | 10 | 50 | 5  | 10 | 21 | 8  | 28   | 2.2 | 0 | 0  | 1 | 2 |
| Чедар      | 20 | 2  | 22 | 0  | 4  | 4  | 5  | 14   | 3   | 0 | 3  | 1 | 3 |
| Моцарела   | 14 | 2  | 17 | 1  | 1  | 2  | 2  | 38   | 2.8 | 0 | 0  | 1 | 3 |
| Котиџ      | 3  | 2  | 10 | 0  | 6  | 2  | 3  | 7    | 3.3 | 0 | 0  | 0 | 0 |

| Сир        |    |    |   |    |   |    |    |   |   |    |
| ---------- | -- | -- | - | -- | - | -- | -- | - | - | -- |
| Швајцарски | 79 | 10 | 1 | 57 | 2 | 8  | 29 | 2 | 0 | 26 |
| Фета       | 49 | 4  | 5 | 34 | 2 | 46 | 19 | 2 | 1 | 21 |
| Чедар      | 72 | 4  | 7 | 51 | 3 | 26 | 21 | 2 | 1 | 20 |
| Моцарела   | 51 | 2  | 5 | 35 | 2 | 26 | 19 | 1 | 1 | 24 |
| Котиџ      | 8  | 0  | 2 | 16 | 3 | 15 | 3  | 1 | 0 | 14 |

Ch. = Холин; Ca = Калцијум; Fe = Гвожђе; Mg = Магнезијум; P = Фосфор; K = Калијум; Na = Натријум; Zn = Цинк; Cu = Бакар; Mn = Манган; Se = Селен;
Напомена : Све нутриционе вредности укључујући протеин су у %ДВ по 100 грама прехрамбеног производа, изузев макронутриената.
Извор : 

### Неонатална инфекција и смрт
Сир има потенцијал за промовисање раста Listeria бактерија. Listeria monocytogenes може да узрокује озбиљне инфекције код одојчади и трудних жена, које могу да буду трансмитоване на њено дете пре или након рођења. Инфекција може потенцијално озбиљно да повреди или чак да доведе до смрти прерано рођеног детета, да узрокује формирање одојчета са ниском или веома малом тежином при рођењу, или инфанта са дефицијенцијом имунског система или конгениталним дефектом имунског система. Присуство тог патогена се може понекад утврдити путем симптома који се јављају у виду гастроинтестиналне болести код мајке. Мајка исто тако може да поприми инфекцију конзумирањем хране која која садржи друге животињске производе као што су, непастеризовано млеко, сушено месо, и хот дог.

### Болест срца
Један преглед медицинске литературе објављене 2012. године је напоменуо да: „Конзумација сира је водећи доприносилац ЗМ (засићеним мастима) у исхрани у САД, и стога се може предвидети да повећава LDL-C (LDL холестерол) и консеквентно увећава ризик од CVD (кардиоваскуларне болести).” Утврђено је да: „На бази резултата бројних проспективних опсервационих студија и мета-анализа, већина, ако не све, нису утврдиле асоцијацију и у неким случајевима су нађене инверзне релације између уноса млечне масти садржане у млечним производима и ризика од CVD, CHD (коронарне срчане болести), и инфаркта. Ограничени број проспективних кохортних студија је нашао да нема значајне асоцијације између уноса тоталних пуномасних млечних производа и ризика од CHD или инфаркта .... Већина клиничких студија је показала да пуномасни природни сир, који је високо ферментисани производ, знатно снижава LDL-C у поређењу са уносом маслаца са једнаким тоталном садржајем масноћа и засићене масти.”

### Пастеризација
Бројне агенције за безбедност хране широм света су упозориле на ризике од сирева од сировог млека. У САД, ФДА наводи да мекани сиреви од сировог млека могу да узрокују „озбиљне инфективне болести, као што су листериоза, бруцелоза, салмонелоза и туберкулоза”. У складу са законом у САД од 1944. сви сиреви од сировог млека (укључујући увезене производе од 1951) морају да одстоје бар 60 дана. Аустралија има широку забрану сирева од сировог млека, мада су задњих година направљени изузеци за швајцарски гријер, ементалер и сбринц, и за француски рокфор. Постоји тренд да се сиреви пастеризују чак и кад то није захтевано законом.
Труднице могу да буду изложене додатном ризику услед конзумације сира. У САД су Центри за контролу болести издали упозорење у коме се објашњава да се труднице које једу мекане зреле сиреве и плаво-венске сиреве, излажу ризику од инфекција листеријом, што може да узрокује побачај или повреду фетуса.